# 2021년 3월
| 2021년: 1월 · 2월 · 3월 · 4월 · 5월 · 6월 · 7월 · 8월 · 9월 · 10월 · 11월 · 12월 |

| \| 2021년 3월 1일 (월요일) \| \| 편집 \| |  |      |
| 보건 - 코로나19 범유행 - 대한민국의 0시 기준 누적 확진자 수가 90,029명으로 집계되었다. 전날 0시 대비 355명(국내 338, 해외유입 17)이 늘었다. 누계가 일부 정정(-2) 되었다. 재해 - 대한민국 강원도의 영동 지방에서 이례적인 기습 폭설이 내렸다. 70~90cm 이상의 눈이 내렸으며, 일부 산간 지역은 1m 이상의 적설량을 기록하였다. 강릉시 시내에도 30cm 이상의 눈이 내렸다. 이로 인하여 영동고속도로 등의 고속도로 및 지방도 곳곳에서 수 시간 이상 차량들이 고립되기도 하였다. 당국은 2005년 이후 16년여 만의 3월 폭설이라고 밝혔다. 영동 지방에서 가장 늦은 눈은 대관령 기준 1981년 5월 17일이며, 최근은 2014년 5월 6일이다. |  |      |
| 2021년 3월 1일 (월요일) |  | 편집 |

| 2021년 3월 1일 (월요일) |  | 편집 |

| \| 2021년 3월 2일 (화요일) \| \| 편집 \| |  |      |
| 무력 충돌과 공격 - 나이지리아 잠파라주의 한 기숙학교에서 무장 납치범에 의한 납치 사건이 발생, 여학생 279명이 납치되고, 한 명이 숨졌다. 보건 - 코로나19 범유행 - 대한민국의 0시 기준 누적 확진자 수가 90,372명으로 집계되었다. 전날 0시 대비 344명(국내 319, 해외유입 25)이 늘었다. 누계가 일부 정정(-1) 되었다. |  |      |
| 2021년 3월 2일 (화요일) |  | 편집 |

| 2021년 3월 2일 (화요일) |  | 편집 |

| \| 2021년 3월 3일 (수요일) \| \| 편집 \| |  |      |
| 보건 - 코로나19 범유행 - 대한민국의 0시 기준 누적 확진자 수가 90,816명으로 집계되었다. 전날 0시 대비 444명(국내 426, 해외유입 18)이 늘었다. |  |      |
| 2021년 3월 3일 (수요일) |  | 편집 |

| 2021년 3월 3일 (수요일) |  | 편집 |

| \| 2021년 3월 4일 (목요일) \| \| 편집 \| |  |      |
| 보건 - 코로나19 범유행 - 대한민국의 0시 기준 누적 확진자 수가 91,240명으로 집계되었다. 전날 0시 대비 424명(국내 401, 해외유입 23)이 늘었다. 스포츠 - 파키스탄 트웬티20(크리켓) 리그인 슈퍼 리그(Pakistan Super League)가 선수 7명의 코로나19 확진으로 일정을 중단하였다. |  |      |
| 2021년 3월 4일 (목요일) |  | 편집 |

| 2021년 3월 4일 (목요일) |  | 편집 |

| \| 2021년 3월 5일 (금요일) \| \| 편집 \| |  |      |
| 과학과 기술 - 2021년 미얀마 시위: 유튜브가 '커뮤니티 가이드 및 서비스 약관 위반'을 들어 미얀마군 따마도의 채널을 정지하고, 선전 영상을 삭제하였다. 무력 충돌과 공격 - 소말리아 전쟁: 소말리아 모가디슈 항구 인근에서 차량을 이용한 자살 폭탄 테러가 발생, 최소 20명이 숨지고, 30여 명이 부상을 입었다. - 2021년 미얀마 시위: 만달레이에서 경찰의 총격으로 시위대 한 명이 숨졌다. 법과 범죄 - 대한민국 전라북도 정읍시 내장산에 위치한 내장사의 대웅전이 방화로 전소되었다. 내장사의 대웅전이 불탄 것은 이번이 네 번째로, 임진왜란과 6.25 당시에 각각 불탔으며, 2012년 10월에는 누전으로 인한 화재로 전소되었다. 보건 - 코로나19 범유행 - 대한민국의 0시 기준 누적 확진자 수가 91,638명으로 집계되었다. 전날 0시 대비 398명(국내 381, 해외유입 17)이 늘었다. - 캐나다의 보건부(Health Canada, HC)가 얀센제약의 코로나19 백신 JNJ-78436735을 승인하였다. 스포츠 - KBO 리그 - 신세계그룹은 자신들이 인수한 SK 와이번스의 새 이름이 SSG 랜더스임을 발표하였다. 재해 - 뉴질랜드 북섬 북부 케르마덱 제도(Kermadec Islands) 인근 해역에서 모멘트규모 8.1의 강진이 발생하였다. 관련하여 7.4 규모의 전진과 6.1 규모의 여진이 있었으며, 한때 지진해일(쓰나미) 경보가 발령되었다. |  |      |
| 2021년 3월 5일 (금요일) |  | 편집 |

| 2021년 3월 5일 (금요일) |  | 편집 |

| \| 2021년 3월 6일 (토요일) \| \| 편집 \| |  |      |
| 보건 - 코로나19 범유행 - 대한민국의 0시 기준 누적 확진자 수가 92,055명으로 집계되었다. 전날 0시 대비 418명(국내 404, 해외유입 14)이 늘었다. 누계가 일부 정정(-1) 되었다. |  |      |
| 2021년 3월 6일 (토요일) |  | 편집 |

| 2021년 3월 6일 (토요일) |  | 편집 |

| \| 2021년 3월 7일 (일요일) \| \| 편집 \| |  |      |
| 보건 - 코로나19 범유행 - 대한민국의 0시 기준 누적 확진자 수가 92,471명으로 집계되었다. 전날 0시 대비 416명(국내 399, 해외유입 17)이 늘었다. 사고 - 파키스탄 신드주에서 열차 탈선 사고가 발생, 최소 1명이 숨지고 40여 명이 부상을 입었다. - 적도기니 바타에서 연쇄 폭발이 발생, 최소 105명이 숨지고, 615명 이상이 부상을 입었다. |  |      |
| 2021년 3월 7일 (일요일) |  | 편집 |

| 2021년 3월 7일 (일요일) |  | 편집 |

| \| 2021년 3월 8일 (월요일) \| \| 편집 \| |  |      |
| 무력 충돌과 공격 - 2021년 미얀마 쿠데타: 군정 최고 기구인 국가행정평의회(SAC)가 민주화 시위 보도와 관련하여 5개 언론사[Myanmar Now(미얀마 나우), Khit Thit Media(킷팃 미디어), Democratic Voice of Burma (DVB, 버마 민주 소리), Mizzima(미즈마)]의 면허를 취소하였다. 보건 - 코로나19 범유행 - 대한민국의 0시 기준 누적 확진자 수가 92,817명으로 집계되었다. 전날 0시 대비 346명(국내 335, 해외유입 11)이 늘었다. |  |      |
| 2021년 3월 8일 (월요일) |  | 편집 |

| 2021년 3월 8일 (월요일) |  | 편집 |

| \| 2021년 3월 9일 (화요일) \| \| 편집 \| |  |      |
| 보건 - 코로나19 범유행 - 대한민국의 0시 기준 누적 확진자 수가 93,263명으로 집계되었다. 전날 0시 대비 446명(국내 427, 해외유입 19)이 늘었다. - 필리핀의 누적 확진자 수가 600,000명을 넘어섰다. 누적 확진자 수는 하루 사이 2,665명이 늘어난 600,428명으로 집계되었다. |  |      |
| 2021년 3월 9일 (화요일) |  | 편집 |

| 2021년 3월 9일 (화요일) |  | 편집 |

| \| 2021년 3월 10일 (수요일) \| \| 편집 \| |  |      |
| 경제와 비즈니스 - 미국 하원에서 1조 9,000억 달러 규모의 경기 부양안(American Rescue Plan Act of 2021, 미국 구조 계획)이 찬성 220표, 반대 211표의 결과로 통과되었다. 민주당에서는 재러드 골든(Jared Golden) 메인주 의원을 제외하고 모두 찬성하였으며, 공화당은 모두 반대표를 행사하였다. 재러드 골든 하원 의원은 수정안의 최저임금 인상 내용 제외, 실업 수당 축소 등과 관련하여 반대하였다고 밝혔다. 보건 - 코로나19 범유행 - 대한민국의 0시 기준 누적 확진자 수가 93,733명으로 집계되었다. 전날 0시 대비 470명(국내 452, 해외유입 18)이 늘었다. |  |      |
| 2021년 3월 10일 (수요일) |  | 편집 |

| 2021년 3월 10일 (수요일) |  | 편집 |

| \| 2021년 3월 11일 (목요일) \| \| 편집 \| |  |      |
| 경제와 비즈니스 - 미국의 조 바이든 대통령이 3월 10일 통과한 경기 부양안(American Rescue Plan Act of 2021, 미국 구조 계획)에 서명하였다. 보건 - 코로나19 범유행 - 대한민국의 0시 기준 누적 확진자 수가 94,198명으로 집계되었다. 전날 0시 대비 465명(국내 444, 해외유입 21)이 늘었다. |  |      |
| 2021년 3월 11일 (목요일) |  | 편집 |

| 2021년 3월 11일 (목요일) |  | 편집 |

| \| 2021년 3월 12일 (금요일) \| \| 편집 \|                                                                                                   |  |      |
| 보건 - 코로나19 범유행 - 대한민국의 0시 기준 누적 확진자 수가 94,686명으로 집계되었다. 전날 0시 대비 488명(국내 467, 해외유입 21)이 늘었다. |  |      |
| 2021년 3월 12일 (금요일) |  | 편집 |

| 2021년 3월 12일 (금요일) |  | 편집 |

| \| 2021년 3월 13일 (토요일) \| \| 편집 \|                                                                                                   |  |      |
| 보건 - 코로나19 범유행 - 대한민국의 0시 기준 누적 확진자 수가 95,176명으로 집계되었다. 전날 0시 대비 490명(국내 474, 해외유입 16)이 늘었다. |  |      |
| 2021년 3월 13일 (토요일) |  | 편집 |

| 2021년 3월 13일 (토요일) |  | 편집 |

| \| 2021년 3월 14일 (일요일) \| \| 편집 \|                                                                                                   |  |      |
| 보건 - 코로나19 범유행 - 대한민국의 0시 기준 누적 확진자 수가 95,635명으로 집계되었다. 전날 0시 대비 459명(국내 436, 해외유입 23)이 늘었다. |  |      |
| 2021년 3월 14일 (일요일) |  | 편집 |

| 2021년 3월 14일 (일요일) |  | 편집 |

| \| 2021년 3월 15일 (월요일) \| \| 편집 \| |  |      |
| 법과 범죄 - 포르투갈 헌법재판소가 지난 2021년 1월 포르투갈 의회에서 통과된 안락사 합법화 방안에 대하여 7:5로 위헌 판단하였다. 해당 법안은 찬성 136표, 반대 78표, 기권 4표로 통괴되었으나, 마르셀루 헤벨루 드 소자 대통령이 모호함을 이유로 들어 헌법재판소 판단을 요청하였다. 보건 - 코로나19 범유행 - 대한민국의 0시 기준 누적 확진자 수가 96,017명으로 집계되었다. 전날 0시 대비 382명(국내 370, 해외유입 12)이 늘었다. |  |      |
| 2021년 3월 15일 (월요일) |  | 편집 |

| 2021년 3월 15일 (월요일) |  | 편집 |

| \| 2021년 3월 16일 (화요일) \| \| 편집 \|                                                                                                   |  |      |
| 보건 - 코로나19 범유행 - 대한민국의 0시 기준 누적 확진자 수가 96,380명으로 집계되었다. 전날 0시 대비 363명(국내 345, 해외유입 18)이 늘었다. |  |      |
| 2021년 3월 16일 (화요일) |  | 편집 |

| 2021년 3월 16일 (화요일) |  | 편집 |

| \| 2021년 3월 17일 (수요일) \| \| 편집 \| |  |      |
| 경제와 비즈니스 - 미국 연방준비제도(Fed, 연준)는 연방공개시장위원회(FOMC) 정례 회의를 갖고, 기존 0.00%~0.25%의 금리 수준을 유지한다고 밝혔다. 현 금리 수준은 지난 2020년 3월 15일 인하된 수준으로, 지난 해 4월, 6월, 7월, 9월, 11월, 12월, 2021년 1월에 이은 여덟 번째 금리 유지 결정이다. 금리 외에도 현행 정책 기조를 유지한다고 밝혔다. 과학과 기술 - 노르웨이 학술원(DNVA)이 2021년 아벨상 수상자로 로바스 라슬로와 에이비 위그더슨(Avi Wigderson)을 선정하였다. 문화 - 프랑스의 건축가 안 라카통과 장필립 바살이 2020년 프리츠커상을 수상했다. 보건 - 코로나19 범유행 - 대한민국의 0시 기준 누적 확진자 수가 96,849명으로 집계되었다. 전날 0시 대비 469명(국내 452, 해외유입 17)이 늘었다. 정치와 선거 - 탄자니아의 대통령 존 마구풀리가 숨졌다. 공석이 된 대통령직은 탄자니아 헌법에 따라 사미아 술루후 하산 부통령이 승계한다. |  |      |
| 2021년 3월 17일 (수요일) |  | 편집 |

| 2021년 3월 17일 (수요일) |  | 편집 |

| \| 2021년 3월 18일 (목요일) \| \| 편집 \| |  |      |
| 국제 관계 - 대한민국 서울의 외교부 청사에서 한미 외교·국방 장관회의(2+2 회의)가 열렸다. 대한민국에서는 정의용 외교부 장관과 서욱 국방부 장관이, 미국에서는 앤터니 블링컨 국무부 장관과 로이드 오스틴 국방부 장관이 참석하였다. 전시 작전통제권 등의 현안에 대하여 논의하였으며, 양측은 조선민주주의인민공화국의 비핵화에 공조키로 하는 등의 성명을 통하여 밝혔다. 미국측 인사들은 회의 이후 문재인 대통령을 예방하였다. 법과 범죄 - 스페인의 하원격 입법기구인 스페인 대의원에서 찬성 202표, 반대 141표, 기권 2표의 결과로 안락사와 조력자살 합법화 법안이 통과되었다. 유럽에서는 네덜란드, 벨기에, 룩셈부르크에 이은 네 번째 합법화로, 법안은 이르면 오는 2021년 6월부터 시행된다. 앞서 포르투갈에서는 2021년 1월 안락사 합법화 법안이 의회에서 통과되었으나, 3월 15일 헌법재판소가 위헌 판단하기도 하였다. 보건 - 코로나19 범유행 - 대한민국의 0시 기준 누적 확진자 수가 97,294명으로 집계되었다. 전날 0시 대비 445명(국내 427, 해외유입 18)이 늘었다. - 유럽의약품국(European Medicines Agency, EMA)이 아스트라제네카 백신의 혈전 문제와 관련하여 안전하고 효과적이라고 밝혔다. |  |      |
| 2021년 3월 18일 (목요일) |  | 편집 |

| 2021년 3월 18일 (목요일) |  | 편집 |

| \| 2021년 3월 19일 (금요일) \| \| 편집 \| |  |      |
| 국제 관계 - 조선민주주의인민공화국 정부는 조선중앙통신이 공개한 공식 성명을 통해 말레이시아 정부가 유엔과 미국의 대북한 제재를 위반한 혐의로 체포된 조선민주주의인민공화국 출신의 사업가인 문철명을 미국으로 송환한 것에 대한 항의의 표시로 말레이시아와의 외교 관계를 단절한다고 선언했다. 보건 - 코로나19 범유행 - 대한민국의 0시 기준 누적 확진자 수가 97,757명으로 집계되었다. 전날 0시 대비 463명(국내 441, 해외유입 22)이 늘었다. |  |      |
| 2021년 3월 19일 (금요일) |  | 편집 |

| 2021년 3월 19일 (금요일) |  | 편집 |

| \| 2021년 3월 20일 (토요일) \| \| 편집 \| |  |      |
| 보건 - 코로나19 범유행 - 대한민국의 0시 기준 누적 확진자 수가 98,209명으로 집계되었다. 전날 0시 대비 452명(국내 440, 해외유입 12)이 늘었다. 스포츠 - 2020년 하계 올림픽: 일본 정부와 도쿄도, 대회 조직위원회, 국제 올림픽 위원회(IOC), 국제 패럴림픽 위원회(IPC)가 회의를 갖고, 해외 관중을 받지 않기로 결정하였다. |  |      |
| 2021년 3월 20일 (토요일) |  | 편집 |

| 2021년 3월 20일 (토요일) |  | 편집 |

| \| 2021년 3월 21일 (일요일) \| \| 편집 \|                                                                                                   |  |      |
| 보건 - 코로나19 범유행 - 대한민국의 0시 기준 누적 확진자 수가 98,665명으로 집계되었다. 전날 0시 대비 456명(국내 437, 해외유입 19)이 늘었다. |  |      |
| 2021년 3월 21일 (일요일) |  | 편집 |

| 2021년 3월 21일 (일요일) |  | 편집 |

| \| 2021년 3월 22일 (월요일) \| \| 편집 \| |  |      |
| 보건 - 코로나19 범유행 - 대한민국의 0시 기준 누적 확진자 수가 99,075명으로 집계되었다. 전날 0시 대비 456명(국내 437, 해외유입 19)이 늘었다. 누계가 일부 정정(-5)되었다. |  |      |
| 2021년 3월 22일 (월요일) |  | 편집 |

| 2021년 3월 22일 (월요일) |  | 편집 |

| \| 2021년 3월 23일 (화요일) \| \| 편집 \| |  |      |
| 보건 - 코로나19 범유행 - 대한민국의 0시 기준 누적 확진자 수가 99,421명으로 집계되었다. 전날 0시 대비 346명(국내 331, 해외유입 15)이 늘었다. 사고 - 2021년 수에즈 운하 마비 사고: 이집트 수에즈 운하에서 화물선 에버 기븐(Ever Given)호가 좌초되는 사고가 발생, 운하 길이 막히고 선박 교통이 마비되었다. |  |      |
| 2021년 3월 23일 (화요일) |  | 편집 |

| 2021년 3월 23일 (화요일) |  | 편집 |

| \| 2021년 3월 24일 (수요일) \| \| 편집 \| |  |      |
| 보건 - 코로나19 범유행 - 대한민국의 0시 기준 누적 확진자 수가 99,846명으로 집계되었다. 전날 0시 대비 428명(국내 411, 해외유입 17)이 늘었다. 누계가 일부 정정(-3)되었다. |  |      |
| 2021년 3월 24일 (수요일) |  | 편집 |

| 2021년 3월 24일 (수요일) |  | 편집 |

| \| 2021년 3월 25일 (목요일) \| \| 편집 \| |  |      |
| 보건 - 코로나19 범유행 - 대한민국의 0시 기준 누적 확진자 수가 100,276명으로 집계되었다. 전날 0시 대비 430명(국내 419, 해외유입 11)이 늘었다. |  |      |
| 2021년 3월 25일 (목요일) |  | 편집 |

| 2021년 3월 25일 (목요일) |  | 편집 |

| \| 2021년 3월 26일 (금요일) \| \| 편집 \| |  |      |
| 보건 - 코로나19 범유행 - 대한민국의 0시 기준 누적 확진자 수가 100,770명으로 집계되었다. 전날 0시 대비 494명(국내 471, 해외유입 23)이 늘었다. |  |      |
| 2021년 3월 26일 (금요일) |  | 편집 |

| 2021년 3월 26일 (금요일) |  | 편집 |

| \| 2021년 3월 27일 (토요일) \| \| 편집 \| |  |      |
| 보건 - 코로나19 범유행 - 대한민국의 0시 기준 누적 확진자 수가 101,275명으로 집계되었다. 전날 0시 대비 505명(국내 490, 해외유입 15)이 늘었다. |  |      |
| 2021년 3월 27일 (토요일) |  | 편집 |

| 2021년 3월 27일 (토요일) |  | 편집 |

| \| 2021년 3월 28일 (일요일) \| \| 편집 \| |  |      |
| 보건 - 코로나19 범유행 - 대한민국의 0시 기준 누적 확진자 수가 101,757명으로 집계되었다. 전날 0시 대비 482명(국내 462, 해외유입 20)이 늘었다. 정치와 선거 - 마다가스카르의 대통령을 지낸 디디에 라치라카가 숨졌다. 디디에 라치라카는 1975년부터 1993년, 그리고 1997년부터 2002년까지 마다가스카르의 대통령을 지냈다. |  |      |
| 2021년 3월 28일 (일요일) |  | 편집 |

| 2021년 3월 28일 (일요일) |  | 편집 |

| \| 2021년 3월 29일 (월요일) \| \| 편집 \| |  |      |
| 보건 - 코로나19 범유행 - 대한민국의 0시 기준 누적 확진자 수가 102,141명으로 집계되었다. 전날 0시 대비 384명(국내 370, 해외유입 14)이 늘었다. - 방글라데시의 누적 확진자 수가 60만 명을 넘어섰다. 전일 대비 누적 확진자 수는 5,181명이 늘어 600,895명으로 집계되었으며, 사망자 수는 45명이 숨지며 누적 사망자 수 8,949명으로 집계되었다. - 알바니아의 총리를 역임한 정치인 바쉬킴 피노(Bashkim Fino)가 코로나19로 숨졌다. 사고 - 2021년 수에즈 운하 마비 사고: 3월 23일 좌초 이후 6일 만에 사고 선박 에버 기븐호의 부양 작업에 성공, 운하 통행이 재개되었다. 사고 선박은 그레이트비터호로 이동하였다. 선박 좌초 문제는 해결되었으나, 적체된 선박 흐름의 정상화에는 상당 시간이 소요되고, 관련 소송전이 이어질 것으로 전망되었다. |  |      |
| 2021년 3월 29일 (월요일) |  | 편집 |

| 2021년 3월 29일 (월요일) |  | 편집 |

| \| 2021년 3월 30일 (화요일) \| \| 편집 \| |  |      |
| 국제 관계 - 미국 무역대표부(USTR)가 군부의 시위 유혈진압과 관련하여 미얀마와 교역 협력을 중단한다고 밝혔다. 무역대표부는 2013년 체결한 무역투자협정(TIFA)관련 약속을 즉각 중단하며, 이같은 조치는 민주적으로 선출된 정부의 복귀까지 유효하다고 덧붙였다. 무력 충돌과 공격 - 2021년 미얀마 시위: 군부 유혈진압으로 인한 누적 사망자 수가 500명을 넘어섰다. 보건 - 코로나19 범유행 - 대한민국의 0시 기준 누적 확진자 수가 102,582명으로 집계되었다. 전날 0시 대비 447명(국내 429, 해외유입 18)이 늘었다. 누계가 일부 정정(-6)되었다. |  |      |
| 2021년 3월 30일 (화요일) |  | 편집 |

| 2021년 3월 30일 (화요일) |  | 편집 |

| \| 2021년 3월 31일 (수요일) \| \| 편집 \| |  |      |
| 보건 - 코로나19 범유행 - 대한민국의 0시 기준 누적 확진자 수가 103,088명으로 집계되었다. 전날 0시 대비 506명(국내 491, 해외유입 15)이 늘었다. |  |      |
| 2021년 3월 31일 (수요일) |  | 편집 |

| 2021년 3월 31일 (수요일) |  | 편집 |

| <          | 2021년 3월  | 2021년 3월 | 2021년 3월 | 2021년 3월 | 2021년 3월 | >           |
| 일         | 월          | 화         | 수         | 목         | 금         | 토          |
|            | 1 1.18 무신 | 2 19 기유  | 3 20 경술  | 4 21 신해  | 5 22 임자  | 6 23 계축   |
| 7 24 갑인  | 8 25 을묘   | 9 26 병진  | 10 27 정사 | 11 28 무오 | 12 29 기미 | 13 2.1 경신 |
| 14 2 신유  | 15 3 임술   | 16 4 계해  | 17 5 갑자  | 18 6 을축  | 19 7 병인  | 20 8 정묘   |
| 21 9 무진  | 22 10 기사  | 23 11 경오 | 24 12 신미 | 25 13 임신 | 26 14 계유 | 27 15 갑술  |
| 28 16 을해 | 29 17 병자  | 30 18 정축 | 31 19 무인 |            |            |             |

| - 2021년 - 2월 - 3월 - 4월 편집하기 |